# Oxkintok

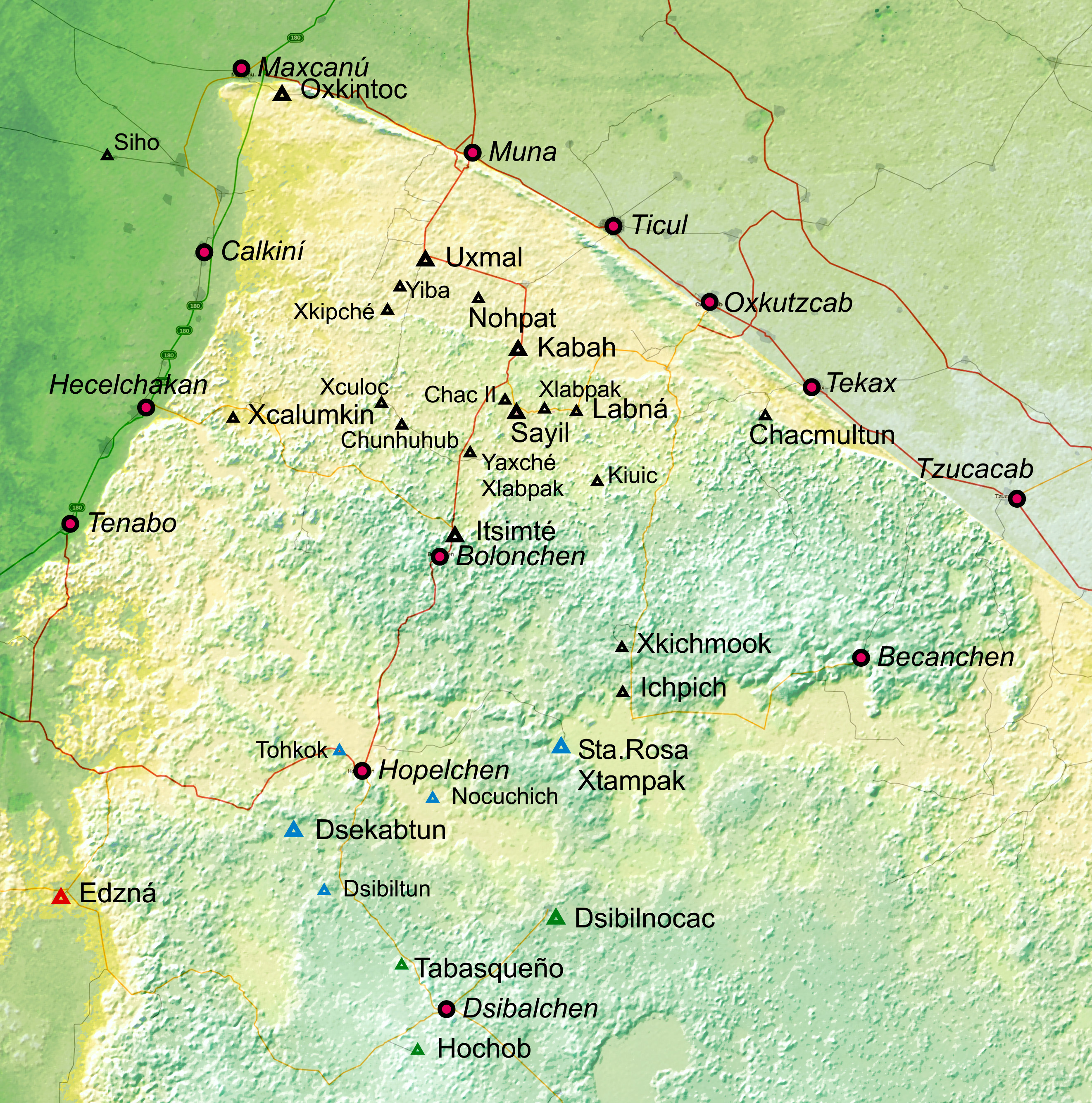
Ruta Puuc, de Oxkintok hacia el sur y el oriente.

Oxkintok es un yacimiento arqueológico, que se localiza en el municipio de Maxcanú, en el estado de Yucatán, en México.

## Toponimia
El nombre de Oxkintok proviene de las palabras en maya óox, tres; k'iin, sol, y took', piedra, pedernal, y significa "la piedra de los tres soles".

## Yacimiento arqueológico
La mayor parte de las ciudades mayas de la región Puuc, como ésta, están dedicadas a Chaak, dios de la lluvia. Otras se consagraron a la devoción más fiera de esta deidad: el rayo destructor. Por lo que el significado de su nombre moderno tiene estas tres implicaciones: tres días de quema, tres sacerdotes, o días de pedernal, o muchas fiestas de sangre. No se conoce el nombre del lugar, en la época precolombina.
Aunque forma parte de la denominada Ruta Puuc, Oxkintok es un sitio maya poco visitado. Los mayas consideraban que en la antigua Oxkintok, hay también una puerta secreta al Xibalbá, el inframundo.
Después de adentrarse por sus intrincados pasadizos y niveles, los arqueólogos localizaron una cámara mortuoria, con los restos de uno de los grandes señores de Oxkintok. La Misión Arqueológica de España en México, realizó excavaciones extensivas en la ciudad prehispánica de Oxkintok, desde 1985 a 1991 y luego esas excavaciones fueron continuadas por el INAH, de México.
El sitio arqueológico se localiza a 70 kilómetros al sur de la ciudad de Mérida, en el estado de Yucatán. Su acceso es por la carretera federal número 180, que se dirige a Campeche.
Se caracteriza por la antigüedad de sus inscripciones calendárícas (475 y 487 d. C.), por sus columnas de piedra antropomorfas, sus pirámides y, sobre todo, por la particularidad de sus edificios más tempranos. Sus numerosas estelas y dinteles labrados pueden verse en el sitio y en los museos yucatecos. Una de sus columnas antropomorfas se halla en el Museo Nacional de Antropología e Historia, de la capital mexicana.
Al descender de las grutas de Calcehtok, después de 5 kilómetros, se vislumbra el conjunto de edificaciones de Oxkintok.
El grupo May es el más restaurado del sitio. La estructura de su pirámide es otro laberinto, con paredes pintadas y decoradas que, en épocas posteriores, fue rellenada con grandes bloques, para construir encima sus fases más tardías.
Los hombres de piedra de Oxkintok están ubicados al extremo este del grupo Ah Canul. Seres gordos, ataviados con vestidos decorados con cuerdas entrelazadas, chalecos de malla y pectorales zoomorfos y que, a pesar de un saqueo indiscriminado, no han perdido la moral ni abandonado sus puestos de vigilancia.